# Keresztény teológusok listája
Főbb keresztény teológusok listája a történelem folyamán.

## 1. század
- Pál apostol
- Idősebb Jakab apostol
- Péter apostol
- János apostol,
- Szt. István
- Antiochiai Ignác
- I. Kelemen

## 2. század
- Szent Polikárp (kb. 69 - kb. 155)
- Hierapoliszi Szent Papiasz
- Valentinus (kb. 100 - kb. 160)
- Szent Quadratus
- Baszileidész (- kb. 132)
- Athéni Ariszteidész
- Pella Aristo
- Markión (kb. 110 - kb. 160)
- Szt. Jusztinusz (kb. 110 - kb. 165)
- Hégészipposz (kb. 110 - 180)
- Szardeszi Szent Meliton (180 -)
- Athéni Szent Athénagorasz (133. és 190. körül)
- Korintus Dionysius
- Heracleon (kb. 175)
- Apollinaris Claudius
- Ptolemaiosz (- † 180)
- Pantenus ( -200)
- Szent Iréneusz (- kb. 202)
- Szerápión antiochiai pátriárka ( -211)
- Alexandriai Kelemen (kb. 150 - 211/216)
- Bardaisan (154–222/223)
- Tertullianus (kb. 160 - kb. 220)

## 3. század
- Minucius Felix (2. vagy 3. század)
- Hippolütosz (ellenpápa) (kb. 170 - 236)
- Órigenész (exegéta) (kb. 184–254)
- Sabellius (kb. 215)
- Karthágói Szent Ciprián (- 258)
- Novatianus ellenpápa (kb. 200–258 )
- Pál antiochiai pátriárka (kb. 200 - kb. 275)
- Alexandriai Dionüsziosz ( -265)
- Csodatévő Szent Gergely (kb. 213 - kb. 270)
- Olympius Metódus (311 -)
- Antiochiai Lucian (kb. 240 - 312)
- Lactantius (kb. 240 - kb. 320)

- Szent Ambrus (337/340 - 397)
- idősebb Arnobius (330 - )
- Alexandriai Szt. Atanáz (296–373)
- Nagy Szt. Vazul (kb. 330–379)
- Nüsszai Szt. Gergely (kb. 330 - 395)
- Nazianzi Szt. Gergely (329–389)
- Aranyszájú Szt. János (347–407)

## 5. század
- Hippói Szt. Ágoston (354–430)
- Szent Jeromos (kb. 347–420)
- Alexandriai Kürillosz (kb. 378–444)
- Nesztoriosz (kb. 386 - 451)

## 6. század
- Nagy Gergely pápa (540–604)

## 7. század
- Hitvalló Szt. Maximosz (kb. 580–662)
- Ninivei Szt. Izsák († kb. 700)

## 8. század
- Damaszkuszi Szt. János

## 9. század
- Torinói Claudius (- 839)
- Johannes Scotus Erigena  (810–877)

## 12. század
- Pierre Abélard (1079–1142)
- Canterburyi Szent Anzelm (1033–1109)
- Clairvaux-i Szent Bernát (1090–1153)
- Bingeni Szent Hildegárd (1098-1179)

## 13. század
- Assissi Ferenc (kb. 1181-1286)
- Albertus Magnus (kb. 1200–1280)
- Bonaventure (1221–1274)
- Aquinói Tamás (1224–1274)

## 14. század
- Duns Scotus (kb. 1265 – 1308)
- Eckhart mester (1260–1328)
- William Ockham (1285–1347)
- Dionigi di Borgo San Sepolcro (1300–1342)
- Svéd Szt. Brigitta (1303-1373)

## 15. század
- Kempis Tamás (1380–1471)
- Husz János (kb. 1369–1415)
- Sziénai Szt. Katalin (1347–1380)
- Helcsickí Péter (kb. 1390 – 1460)
- Nicolaus Cusanus (1401–1464)

## 16. század
| - Ávilai Szt. János (1500–1569) - Ávilai Szt. Teréz (1515–1582) - Peter Baro (1534–1599) - Heinrich Bullinger (1504–1575) - Béza Tódor (1519–1605) - Borromei Szent Károly (1538–1584) - Martin Bucer (1491–1551) - Kálvin János (1509–1564) - Caspar Coolhaes (1536–1615) - Keresztes Szt. János (1542–1591) | - Thomas Cranmer (1489–1556) - Rotterdami Erasmus (1469–1536) - Richard Hooker (1554–1600) - John Knox (kb. 1513–1572) - Loyolai Szent Ignác (kb. 1491–1556) - Luther Márton (1483–1546) - Philipp Melanchthon (1497–1560) - William Perkins (1558–1602) - Szervét Mihály (1511–1553) - Menno Simons (1496–1561) - Ulrich Zwingli (1484–1531) |  |

## 17. század
| - Jacob Arminius (1560–1609) - Moses Amyraut ( 1596–1664 ) - Caspar Barlaeus (1584–1648) - Richard Baxter (1615–1691) - Jakob Böhme (1575–1624) - Zachary Boyd (1585–1653) - Samuel Brooke (1575-1631) - Dirk Rafelsz Camphuysen (1586–1627) - Stephen Charnock (1628–1680) - Willem van der Codde (1574 – kb. 1630) - Johannes Arnoldi Corvinus (kb. 1582–1650) - Étienne de Courcelles (1586–1659) - François Fénelon (1651–1715) - Owen Feltham (kb. 1602–1668) - John Flavel (1627–1691) - George Fox (1624–1691) - Johann Gerhard (1582–1637) - John Goodwin (1593–1665) - Pázmány Péter (1570-1637) | - Thomas Grantham (1634–1692) - Hugo Grotius (1583–1645) - Henry Hammond (1605–1660) - Isaac Jacquelot ( 1647–1708 ) - William Laud (1573–1645) - Philipp van Limborch ( 1633–1712 ) - John Milton (1608–1674) - John Owen (1616–1683) - Anton Praetorius (1560–1613) - Szalézi Szent Ferenc (1567–1622) - Petrus Serrarius (1600–1669) - Jeremy Taylor (1613–1667) - Francis Turretin (1623–1687) - Gerardus Vossius (1577–1649) - Daniel Whitby (1638–1726) - Herman Witsius ( 1636–1708 ) - Laurence Womock (1612–1686) - Johannes Wtenbogaert (1557-1644) |  |

## 18. század
- Aaron Bancroft (1755–1839)
- John Brown (1722–1787)
- George Bull (1634–1710)
- Thomas Burnet (kb. 1635–1715)
- Jonathan Edwards (1703–1758)
- John Fletcher (1729–1785)
- John Gill (1697–1771)
- Jean Leclerc (1657-1736)
- Gotthold Ephraim Lessing (1729-1781)
- Philipp Jakob Spener (1635–1705)
- Emanuel Swedenborg (1688–1772)
- Charles Wesley (1707–1788)
- John Wesley (1703–1791)
- Johann Jakob Wettstein (1693–1754)
- George Whitefield (1714–1770)

## 19. század
| - Alexander Archibald (1772–1851) - William Alexander (püspök) (1824–1911) - Leonard Bacon (1802–1881) - Nathan Bangs (1778–1862) - Lyman Beecher (1775–1863) - Nyikolaj Alekszandrovics Bergyajev (1874–1948) - William Booth (1829–1912) - Borden Parker Bowne (1847–1910) - Horace Bushnell (1802–1876) - Adam Clarke (1762–1832) - Thomas Coke (1747–1814) - Ransom Dunn (1818–1900) - Charles Grandison Finney (1792–1875) - Wilbur Fisk (1792–1839) - Randolph Foster (1820–1903) - Augustin Gretillat (1837–1894) - Adolf Von Harnack (1851–1930) - Karl Heim (1874–1958) |  | - Archibald Alexander Hodge (1823–1886) - Charles Hodge (1797–1878) - Hugh Price Hughes (1847–1902) - Søren Kierkegaard (1813–1855) - John McClintock (1814–1870) - Frederick Denison Maurice (1805–1872) - John Miley (1813–1895) - John Henry Newman (1801–1890) - James Stuart Russell (1816-1895) - Thomas Osgood Summers (1812-1882) - Heinrich Paulus (1761–1851) - Franz Pieper (1852–1931) - William Burt (1822–1903) - Walter Rauschenbusch (1861–1918) - Max Reischle ( 1858–1905 ) |  | - Albrecht Ritschl (1822–1889) - Philip Schaff (1819–1893) - Friedrich Schleiermacher (1768–1834) - Charles Spurgeon (1834–1892) - Bernhard Stade (1848–1906) - Mary Baker Eddy (1821–1910) - James Strong (1822–1894) - James Strong (1833–1913) - Henry Barclay Swete (1835–1918) - William Church (1881–1944) - Nathaniel William Taylor (1786–1858) - CFW Walther (1811–1887) - Richard Watson (1781–1833) - Christian Hermann Weisse (1801–1866) - Charles Taze Russell (1852–1916) - Franz Delitzsch (1813–1890) - Billy Sunday (1862–1935) |  |

## 20. század
| - William J. Abraham (1947-) - Thomas J. J. Altizer (1927–2018) - Greg Bahnsen (1948–1995) - Hans Urs von Balthasar (1905–1988) - Mildred Barker (1897–1990) - C. K. Barrett (1917–2011) - Karl Barth (1886–1968) - Markus Barth (1915–1994) - Kwame Bediako (1945-2008) - Pierre Teilhard de Chardin (1881-1955) - Louis Berkhof (1873–1957) - Thomas Berry (1914–2009) - Marie-Émile Boismard (1916–2004) - Dietrich Bonhoeffer (1906–1945) - Andrej Boriszovics Blum (1914–2003) - Carl Braaten (1929-) - Edgar S. Brightman (1884–1953) - F.F. Bruce (1910–1990) - Emil Brunner (1889–1966) - Frederick Buechner (1926) - Szergej Nyikolajevics Bulgakov (1871–1944) - Rudolf Karl Bultmann (1884–1976) - G. B. Caird (1917–1984) - David J. A. Clines (1938) - Lewis Sperry Chafer (1871–1952) - William Henry Chamberlin (1870–1921) - Gordon Clark (1902–1985) - Edmund Clowney (1917–2005) |  | - John B. Cobb (1925) - Gareth Lee Cockerill (1944) - James Hal Cone (1938–2018) - Yves Congar (1904–1995) - Jack Cottrell (1938) - Oscar Cullmann (1902–1999) - Mary Daly (1928–2010) - Dorothy Day (1897–1980) - Kwesi Dickson (1929–2005) - Keith Drury (1945) - James Dunn (1939) - Ignacio Ellacuría (1930–1989) - Ronald M. Enroth (1938) - Avery Dulles (1918–2008) - Millard Erickson (1932) - Frederic William Farrar (1831–1903) - Joseph Clifford Fenton (1906–1969) - Paul S. Fiddes (1947) - Gerhard Forde (1927–2005) - Peter Taylor Forsyth (1842–1921) - Matthew Fox (1940) - Geerhardus Vos (1862–1949) - John Walvoord (1910–2002) - Henry Wansbrough (1934) - B. B. Warfield (1851–1921) - Victor Paul Wierwille (1916–1985) - H. Orton Wiley (1877–1961) - Frank Stagg (1911–2001) - Dumitru Stăniloae (1903–1993) - John Stott (1921–2011) |  | - Hans Wilhelm Frei (1922–1988) - Reginald Garrigou-Lagrange (1877–1964) - Langdon Gilkey (1919–2004) - Étienne Gilson (1884–1978) - Friedrich Gogarten (1887–1967) - Justo Gonzalez (1937) - Billy Graham (1918–2018) - Stanley Grenz (1950–2005) - J. Kenneth Grider (1921–2006) - Vernon Grounds (1914–2010) - Gustavo Gutiérrez (1928) - Fritz Guy (1930) - Catharina Halkes (1920–2011) - Georgia Harkness (1891–1974) - Adolf von Harnack (1851–1930) - Carl F. H. Henry (1913–2003) - John Hick (1922–2012) - Dietrich von Hildebrand (1889–1977) - Leonard Hodgson (1889–1969) - Anthony A. Hoekema (1913–1988) - Heinrich Julius Holtzmann (1832–1910) - Bolaji Idowu (1913–1993) - Robert Jenson (1930–2017) - E. Stanley Jones (1884–1973) - Walter Kaiser Jr. (1933) - Meredith G. Kline (1922–2007) - Albert C. Knudson (1873–1953) - Kosuke Koyama (1929–2009) - Hans Küng (1928) |  | - Abraham Kuyper (1837–1920) - George Eldon Ladd (1911–1982) - Richard C. H. Lenski (1864–1936) - C. S. Lewis (1898–1963) - Edwin Lewis (1881–1959) - Bernard Lonergan (1904–1984) - Henri de Lubac (1896–1991) - Mary Ely Lyman (1880s–1975) - J. Gresham Machen (1881–1937) - John Macquarrie (1919–2007) - Martin E. Marty (1928) - John J McNeill (1925–2015) - Thomas Merton (1915–1968) - Johann Baptist Metz (1928–2019) - Jurgen Moltmann (1926) - John Murray (1898–1975) - Watchman Nee (1903–1972) - Reinhold Niebuhr (1892–1971) - H. Richard Niebuhr (1894–1962) - Anders Nygren (1890–1978) - Grant R. Osborne (1942–2018) - John N. Oswalt (1940) - Rudolf Otto (1869–1937) - Albert C. Outler (1908–1989) - J. I. Packer (1926) - Wolfhart Pannenberg (1928–2014) - Paige Patterson (1942) - David Pawson (1930) - Johannes Pedersen (1883–1977) - Derek Prince (1915–2003) - W. T. Purkiser (1910–1992) - Karl Rahner (1904–1984) - Joseph Ratzinger (XVI. Benedek) |  | - Patricia Reif (1930–2002) - Rosemary Radford Ruether (1936) - Adrian Rogers (1931–2005) - Charles Ryrie (1925–2016) - Dorothy Sayers (1893–1957) - Francis Schaeffer (1912–1984) - Edward Schillebeeckx (1914–2009) - Alexander Schmemann (1921–1983) - Albert Schweitzer (1875–1965) - Elisabeth Schüssler Fiorenza (1938) - Fulton Sheen (1895–1979) - Albert Benjamin Simpson (1843–1919) - Klyne Snodgrass (1944) - Dorothee Soelle (1929–2003) - James D. Strauss (1929–2014) - William Stringfellow (1928–1985) - Marjorie Hewitt Suchocki (1933) - Henry Barclay Swete (1835–1918) - Paul Tillich (1886–1965) - Thomas F. Torrance (1913–2007) - A. W. Tozer (1897–1963) - Cornelius Van Til (1895–1987) - Nikolaj Velimirović (1880–1956) - Gerhard von Rad (1901–1971) - Karol Wojtyła (II. János Pál) (1920–2005) - J. Rodman Williams (1918–2008) - Mildred Bangs Wynkoop (1905–1997) - John Howard Yoder (1927–1997) |  |

## Fordítás
- Ez a szócikk részben vagy egészben  a   List of Christian theologians című angol Wikipédia-szócikk fordításán alapul.  Az eredeti cikk szerkesztőit annak laptörténete sorolja fel. Ez a jelzés csupán a megfogalmazás eredetét és a szerzői jogokat jelzi, nem szolgál a cikkben szereplő információk forrásmegjelöléseként.